# Karl Friederich
Karl Friederich (21 de Junho de 1914 - 2 de Maio de 1942) foi um comandante de U-Boot que serviu na Kriegsmarine durante a Segunda Guerra Mundial.